# Renate Schade
Renate Schade (* 23. März 1942 in Hamburg) ist eine deutsche Politikerin (SPD) und ehemaliges Mitglied der Hamburgischen Bürgerschaft.

## Leben und Politik
Schade ist Kaufmännische Angestellte und arbeitete als Sachbearbeiterin in einem Maschinenbaubetrieb. Sie ist verheiratet und hat eine Tochter.
Sie trat 1970 in die SPD ein. Von 1986 bis 1997 und von 2001 bis 2004 war sie Mitglied der Hamburgischen Bürgerschaft. Sie saß für ihre Fraktion unter anderem im Ausschuss für die Gleichstellung der Frau, im Haushaltsausschuss und im Kulturausschuss. Für die Wahl 2004 wurde sie erneut aufgestellt, konnte aber aufgrund des Abschneidens der SPD nicht in die Bürgerschaft einziehen. 
Zwischen 1997 und 2001 sowie ab 2004 ist sie Deputierte der Kulturbehörde.